# بیکار (اسپانیا)
بیکار (اسپانیایی: Vícar‎) دهستانی در استان آلمریای اسپانیا است.
در این دهستان ۱۶٬۴۶۴ نفر زندگی می‌کنند. مساحت این دهستان ۶۴ کیلومتر مربع است.